# Extremeny

Varietats dialectològiques

L'extremeny (estremeñu) és una varietat lingüística del sistema asturlleonès (en el sentit filològic del terme) parlada a tota Extremadura, diverses zones del sud de Salamanca, les comarques occidentals de Castella - la Manxa, el nord de Huelva i algunes regions del nord-oest de Còrdova, mostrant diversos graus de conservació al llarg d'aquests territoris. És habitualment classificat dins dels idiomes d'Espanya per organitzacions internacionals i nacionals, malgrat encara no ésser oficial en les comunitats on es parla.
També rep el nom de castúo, encara que aquest terme pot dur a la confusió, ja que també es denomina així tant a les parles castellanes d'Extremadura i poblacions de Sevilla i Còrdova, d'influència lleonesa, com a l'abstracció mental de l'home extremeny típic, un pagès dedicat a treballar la terra i fer vida al medi rural.
Es parla en les comarques salmantines del Rebollar, sud de Ciudad Rodrigo (Ciá Rodrigu) i de Béjar (Bejal). A Càceres (Caçris) té un bon grau de conservació a les comarques situades al nord del Riu Tajo: la Sierra de Gata, Las Hurdes (Las Hurzis, pronunciant la "h" com una "h" aspirada, semblant a la de l'anglès, i la "z" com una "d" sonora), Guijo de Santa Bárbara, Valle del Alagón, Riberos del Tajo-Alagón, Riberos del Tajo-Almonte i poblacions del Valle del Jerte com el Piornal, El Torno, el Valle del Ambroz, Monfragüe i a Berzocana i Madroñera (Mairoñera), en la comarca de Las Villuercas-Guadalupe. No obstant això, i contràriament al que la majoria de la gent hi pensa, l'extremeny perviu a tota Extremadura i fins i tot enllà, depenent la puresa del parlant i, sobretot, de l'aïllament geogràfic de les poblacions i comarques. Així i tot, la majoria d'extremenys el parlen, mesclant-lo inconscientment amb el castellà que aprenen a les escoles, els mitjans de comunicació i la vida política.
Les estadístiques que es tenen sobre el nombre de parlants són antigues i no gaire fiables. Possiblement siguin uns milers els qui encara conserven una gran quantitat de trets lingüístics que es poden identificar amb la històrica modalitat asturlleonesa.

## Variants
- Parla del Rebollar (Palra d'El Rebollal)
- Alt extremeny occidental
- Parla de Garrovillas i Serradilla (Serraílla)
- Chinato (la peculiar variant ceceant de Malpartida de Plasencia (Malpartía de Prasencia), ja extinta)
- Alt extremeny meridional (influència)
- El fonteny (la peculiar variant sesseant de Fuente de Cantos (Huenti de Cantus)
- Les diferents parles frontereres que reben influència del portuguès, esteses de nord a sud, i entre les quals podem situar el barranqueny (barranqueñu), una parla que barreja extremeny, castellà i portuguès present al municipi portuguès de Barrancos.

## Història
L'Extremadura occidental fou reconquerida pel Regne de Lleó, essent l'asturlleonès la llengua romànica emprada pels repobladors, que començaren amb la repoblació de l'actual zona alt-extremenya al voltant del segle xii.
Després de la unió dels regnes de Lleó i de Castella el 1230, el castellà substituí a poc a poc al llatí com llengua oficial de les institucions, relegant així a l'asturlleonès com un senyal de pobresa i d'ignorància d'aquells que el parlaven. Només a Astúries (on va néixer la llengua) la gent era conscient de parlar una llengua diferenciada del castellà. Però fins i tot allà només alguns autors l'empraven en els seus escrits.
Fou probablement l'influx cultural de la prestigiosa Universitat de Salamanca la causa de la ràpida castellanització d'aquesta província, dividint-se així el domini asturlleonès en dos des de molt prest, l'asturlleonès al nord i l'extremeny al sud de l'antic regne de Lleó. L'expansió del castellà també es produí des del sud, amb el creixement econòmic de la zona occidental de la província de Badajoz.
El segle xix va veure el primer intent seriós d'escriure en extremeny, pel famós poeta José María Gabriel y Galán. Nascut a Salamanca, va viure la major part de la seva vida al nord de Càceres. Escrigué en una variant local de l'extremeny, ple de restes dialectals, però sempre amb la forma castellana d'escritura, desenvolupant la majoria de les seves obres en un castellà amb abundosos extremenyismes.
Després d'això, els localismes han estat la norma en els intents de defensar l'extremeny, fins al punt que només alguns tracten avui de reviure la llengua i fer d'Extremadura una regió bilingüe, mentre que la Junta d'Extremadura i la de Castella i Lleó i la resta d'institucions oficials estatals consideren que la millor solució és defensar l'extensió i ensenyament del castellà normatiu a la zona. Malgrat les xifres que parlen de centenars de milers de parlants (200.000 "parlants actius" segons l'ethnologue) probablement uns milers de majors encara conserven un extremeny no interferit.
Encara que la majoria de les institucions internacionals i algunes espanyoles reconeixen a l'extremeny com a llengua d'Espanya (junt amb l'asturlleonès i l'aragonès) malgrat no ser co-oficial, el cert és que sense normalització i sense esforços educatius per part de l'administració la 'llengua' extremenya està ben a prop de desaparèixer.

## Característiques
Trets típics asturlleonesos
- Tancat general de les vocals àtones postòniques -o, -e: libru, guarru, grandi, huenti.
- Tancament de -o- tònica (semblant al d'algunes parles de l'asturià central) en restes lexicalitzades en algunes viles de la Serra de Gata i Badajoz: cumu (com), puçu (pou, a Villamiel).
- Restes lexicalitzades de la F- inicial llatina: fogal (llar), fala (parla), fechal (tancar)...
- Aspiració general de F- inicial llatina: hierru (ferro), higu (figa), humu (fum), hoscu ("hosco", obscur), huerti (fort), hazel (fer)...
- Diptongació freqüent: priessa (pressa), carueçu, alcuentral (trobar),...
- Palatalització de la -n en lexicalitzacions: ñubi (núvol), ñúu (nuu), ñuca, ñuera, ñiñu, ñogal, uñil, cañali (canal),...
- Conservació de l'antiga -e llatina: redi (xarxa), hoci (falç), cruzi (creu), tosi, vezi, peci, vozi, sedi, vidi,...
- Formes occidentals curioses en els grups llatins -cl-, -pl-, -fl- per algunes lexicalitzacions: achegal (arribar, aconseguir, del llat. PLEGARE); flama, chamá, chamaina (flama, foc,... del llat. FLAMA); achanal (aplanar, del llat. PLANUS); ...
- Formes de perfecte forta de la tercera persona del plural anàlogues amb la tercera del singular: hizun (feren), truxun (dugueren, per analogia amb truxu, dugué), tuvun (tingueren), dixun (digueren)... En canvi, en els perfectes "dèbils" o regulars no es dona aquesta analogia: carçarun o calçarun i no carçun o carçón.
- Manteniment d'antigues aspiracions: heneru (gener), giernu, gelal (gelar), genciva (geniva).
- Plural femení -es i formes verbals -en, -es en la quasi desaparescuda "palra d'El Rebollal": les coses, les puentes, cantaben, llorabes,...
- Epèntesi de -i-: unturia, grancia, urnia, matancia, esperancia, atah.arria, comienciu,...
- Tendència a la pèrdua de les consonants sonores derivades de les sordas llatines: mieu (por), tou (tot), fuèu (foc), lau (costat), Estremaúra (Extremadura),...
- Conservació del grup -mb- llatí: lambel (llepar), lombu (llom), camba (llit), pomba (colom)...
- En grup consonàntic motivat per pèrdua de vocal llatina, la primera consonant es fa -l: hulgal (jutjat, del llat. IUDICARE), relva (de RETOVA), duldal (dubtar, del llat. DUBITARE),...
- Canvi del grup -rl- llatí: mielru, palral (parlar, de PARLARE), calranca, chalra, bulra, pelra, cholritu,...
- Lexicalitzacions amb el prefix augmentatiu per-: percayíu, perh.inchil,...
- Formes verbals del grup -zc- en -z-: conoçu, agraeçu, paeça, creça, reuza,...
- Formes d'imperatiu plural en -ái, -éi e -í: coméi (mengeu), passái i sentaivus (passeu i seieu-vos).
- La l>r en certs grups consonàntics en algunes de les varietates més nord-occidentals: pruma, frol (flor), craru (clar), puebru (poble), encara que aquest tret és un dels que més rèpidament es perden... En altres varietats, es donen lexicalitzacions, com praça, branco (en la varietat chinata), frauta (aquesta paraula està registrada inclús en zones properes a Badajoz), cosa que indica que aquest tret probablement digué estar més estès en el passat.
- També la r>l, especialment en el grup -pra-, que es transforma en -pla- en algunes paraules: plau (prat), plaera (pradera), templanu (prest).
- Contracció en + article: nel, ena, enus, enas/enes
- Utilització de l'article abans del possessiu: el mi libru, la tu casa, las muestras vizinas,...
- Terminació general i diminutiu: -in, -inu

Trets propis extremenys
- Terminació generalitzada de -r llatina en -l: rompel, trael, ardol, abriol,...
- Conservació de les consonants sonores -s- i -z-, com en el portuguès o el català. Aquesta conservació s'ha mantingut tradicionalment de forma sistemàtica i amb perfecta correspondència etimològica a Serradilla i en una curiosa versió "ceceant" en el recentment extint dialecte chinato de Malpartida de Plasencia. Però en moltes localitats repartides per tot el territori alt-extremeny (des de Madroñera al Rebollar) es donen lexicalitzacions que poden arribar a ser en alguns molt abundants, arribant quasi a la sistematització del tret, pel que el més probable és que en un passat no gaire llunyà aquest tret estigués generalitzat per la zona. De fet es pot seguir el desgast d'aquest tret comparant les abundants lexicalitzacions de la parla de Madroñera registrades en les enquestes de l'ALPI als anys 30 amb les que es trobaren en dècades posteriors. La z sonora es pronunciaria interdental, semblant a la d de "codo", i escrita de fet amb la grafia "d" en l'ortografia tradicional. Exemples recollits fins i tot fora de Malpartida i Serradilla: ca^sa, vizinu, cozina (pronunciada aproximadament "codina"), h.azel (fer, escrit "jadel" en l'ortografia tradicional), izil (dir), azeiti (oli), azeituna o azituna, azéu ("acedo" o agre), azul (pronunciat "adul", en Garrovillas), co^sa, etc. En l'antic dialecte chinato, que es caracteritzava per un particular "ceceig" convertint les sibilants en interdentals, "casa" i "cosa" es pronunciarien aproximadament "cada" i "coda" ("caza" i "coza" en l'ortografia que emprem habitualment per a l'extremeny), mentre que "passal" (passar) es pronunciaria "paçal", com si tingués una zeta castellana. L'alt-extremeny ha cedit aquest tret, incloent la particular pronunciació de la z sonora, a les variants lagarteira i manyega de la parla galaico-portuguesa de la fala de Xálima, on es dona de forma sistemàtica i escrupolosament d'acord amb l'etimologia encara que en cap localitat altextremenya propera es doni actualment aquest tret amb sistematització plena (el que és indicador de la vitalitat amb què gaudí el tret en altres temps): izel (dir, en mañegu, pronunciat "idel"), viziñu (veí, en mañegu, pronunciat "vidiñu"), etc.
- Distinció b-v (fricativa) i b-B (oclusiva) en la parla de Garrovillas i Serradilla: caBeça (del llat. CAPUT), aBril (del llat. APERTUM), caBra (del llat. CAPRA), riBeru (del llat. RIPA),...
- Terminació plural -us, -is (en comptes de -os, -és com és general en l'asturianu): carrus, cancionis, perrus, alreoris,...
- Canvi del grup -dr- a -ir- en l'interior de paraula: mairi (mare), cuaira (quadra), ...
- Formes aglutinades: megu (amb mi), tegu (amb tu), segu, nogu (amb nosaltres), vogu (amb vosaltres) (del llat. MECUM, TECUM, SECUM, NOBISCUM, VOBISCUM)
- Aspiració del fonema antic /x/ (com en el castellà meridional) per influència de l'aspiració de la F- inicial llatina: caha, paha, rohu,...
- Aspiració de la -s en posició implosiva o obertura de vocal que la precedeix (com en el castellà meridional), presència de fins a 10 vocals (i no tan sols vuit, per l'obertura de les vocals finals -u-, -i-, que no pot donar-se en castellà)
- Formes verbals condicionals: sedríe, h.adríe, abríe,...
- Pèrdua freqüent de la -d- intervocàlica
- Confusió de formes de present en algunes varietats (com en les parles de Múrcia): nuh.otrus palremus (en comptes de 'nusotrus palramus', "nosaltres parlem"), cantemus, ...

## Organitzacions i mitjans
Existeix una organització en la Comunitat d'Extremadura que defensa les varietats lingüístiques extremenyes, APLEx, en particular la fala, l'altextremeny i el portuguès, si bé també s'interessa per la conservació dels trets peculiars migextremenys i baixextremenys i la resta de parles castellanes de la regió. A més a més, un particular, Manuel Trinidad, ha passat anys recollint informació sobre les parles d'Extremadura (asturlleoneses, galaicoportugueses i castellanes) que s'inclou en la secció de Dialectologia de la Biblioteca Virtual Extremenya (BVE). Recentment, l'escriptor i traductor Aníbal Martín Borrego ha tingut un rol clau en la difusió de l'extremeny mitjançant les xarxes socials.

## Classificació
L'extremeny és una parla del subgrup asturlleonès del grup ibero-occidental de les llengües romàniques ítalo-occidentals, que al seu torn pertanyen a la família de llengües indoeuropees.